# Cessey-sur-Tille
Cessey-sur-Tille ist eine französische Gemeinde mit 625 Einwohnern (Stand 1. Januar 2022) im Département Côte-d’Or in der Region Bourgogne-Franche-Comté. Sie gehört zum Arrondissement Dijon und zum Kanton Genlis.

## Geographie
Cessey-sur-Tille liegt an der Tille, etwa 14 Kilometer östlich von Dijon. Nachbargemeinden sind Remilly-sur-Tille im Norden, von Chambeire im Osten, von Genlis im Süden und von Magny-sur-Tille im Westen.

## Siehe auch

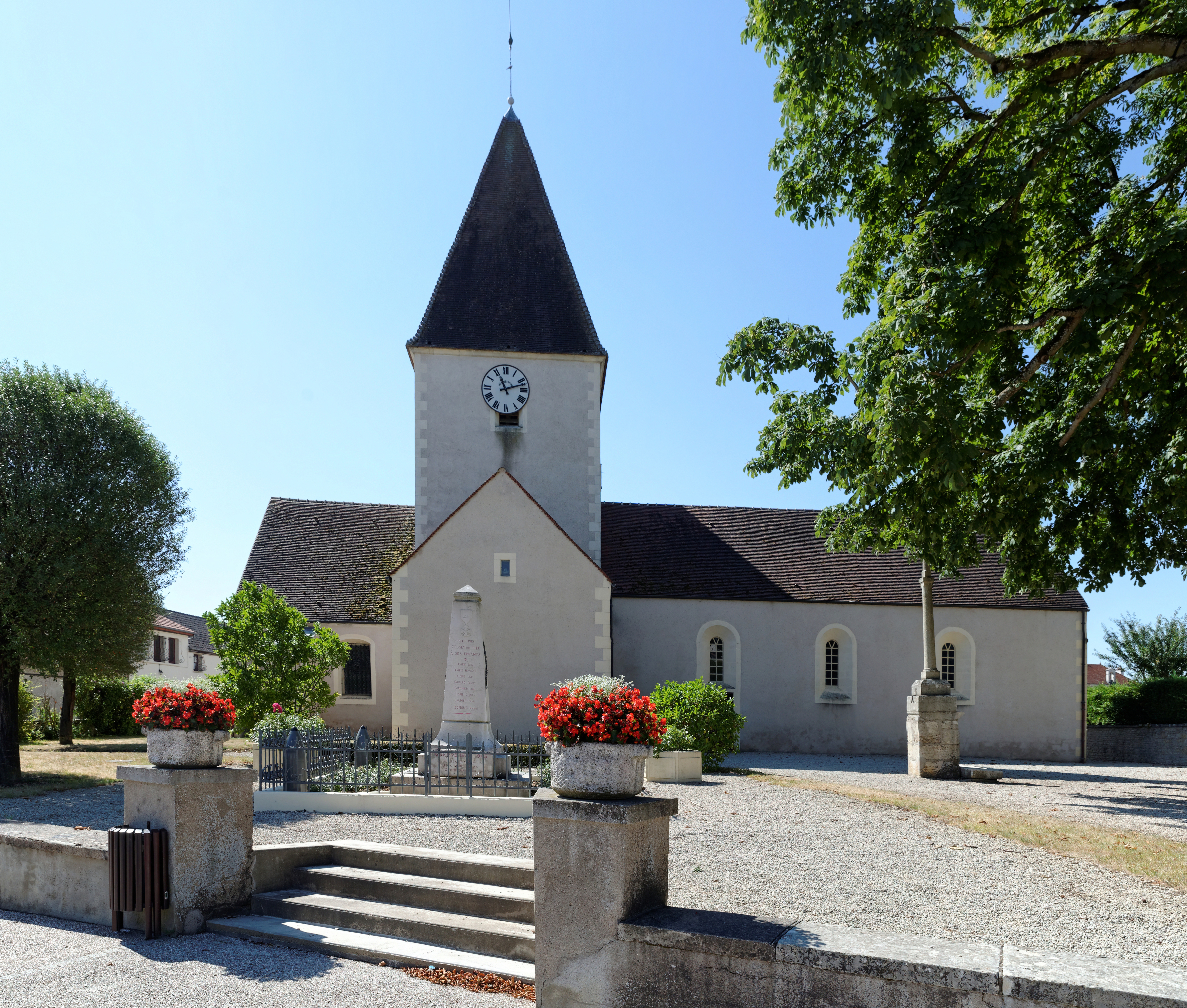
Kirche Saint-Christophe, Monument historique

## Bevölkerungsentwicklung
| Jahr                       | 1962 | 1968 | 1975 | 1982 | 1990 | 1999 | 2008 | 2018 |
| Einwohner                  | 291  | 314  | 347  | 379  | 402  | 451  | 549  | 618  |
| Quellen: Cassini und INSEE |      |      |      |      |      |      |      |      |